# Юхары-Вейсалли
Юхары-Вейсалли (азерб. Yuxarı Veysəlli) — бывшее село на территории современного Ходжавендского района Азербайджана. Село до своего упразднения входило в состав сельского административно-территориального округа Вейсалли Физулинского района Азербайджана. В 2023 году село было упразднено, а его территория была передана в состав Ходжавендского района.

## История
В прошлом носило название Вейсалли, однако после образования частью жителей села Ашагы-Вейсалли (Нижнее Вейсалли) в нескольких километрах к юго-востоку, село стало называться Юхары-Вейсалли (Верхнее Вейсалли).
По данным «Свода статистических данных о населении Закавказского края, извлеченных из посемейных списков 1886 года», в селе Вейсаллу Вейсаллинского сельского округа Шушинского уезда Елизаветпольской губернии было 146 дымов и проживало 918 азербайджанцев (указаны как «татары»), которые были шиитами по вероисповеданию. 43 человека были представителями бекства, 7 — духовенства, остальные — крестьянами.
В советское время село Юхары-Вейсалли вместе с соседним селом Агбашлы составляло эксклав Физулинского района, окружённый территорией Мартунинского района Нагорно-Карабахской автономной области.
В ходе Первой карабахской войны в ночь на 22 февраля 1992 года село перешло под контроль непризнанной Нагорно-Карабахской Республики (НКР). Азербайджанская сторона заявила о пяти погибших, двадцати раненных и одном пропавшем без вести мирном жителе в ходе наступления армян. Село подверглось полному разрушению. Согласно административно-территориальному делению НКР входило в составе Мартунинского района.
7 ноября 2020 года президент Азербайджана Ильхам Алиев объявил, что в ходе Второй карабахской войны азербайджанская армия вернула контроль над селом.
Законом Азербайджана от 5 декабря 2023 года село Юхары-Вейсалли Физулинского района было упразднено, а территория упразднённого села была передана в состав Ходжавендского района.

## В искусстве
Юхары-Вейсалли — место действия в азербайджанском художественном фильме «До последнего вздоха» (азерб. Son nəfəsədək).